# District de Shari
Le district de Shari (斜里郡, Shari-gun) est un district situé dans la sous-préfecture d'Okhotsk, au Japon.

## Géographie

### Démographie
Au 31 mars 2015, la population du district de Shari s'élevait à 21 638 habitants répartis sur une superficie de 1 426,77 km2.

### Divisions administratives
Le district de Shari est constitué de trois bourgs :
- Kiyosato ;
- Koshimizu ;
- Shari.